# Empicoris vagabundus
Empicoris vagabundus es una especie de insecto de la familia Reduviidae.

## Distribución
Se distribuye por Europa, Asia y América del Norte.

## Libros
- Arnett, Ross H. Jr. (2000). American Insects: A Handbook of the Insects of America North of Mexico. 2nd Edition. CRC Press. ISBN 0-8493-0212-9.
- Schuh, Randall T.; Weirauch, Christiane; Wheeler, Ward C. (2009). "Phylogenetic relationships within the Cimicomorpha (Hemiptera: Heteroptera): a total-evidence analysis". Systematic Entomology. vol. 34, no. 1: 15–48. ISSN 1365-3113.